# آدولف ادلسورد
آدولف ویلهلم ادلسورد (سوئدی: Adolf Wilhelm Edelsvärd; ۲۸ ژوئن ۱۸۲۴ – ۱۵ اکتبر ۱۹۱۹) یک معمار اهل سوئد بود. وی به دلیل ساخت چند ایستگاه راه‌آهن در سوئد شناخته میشود.

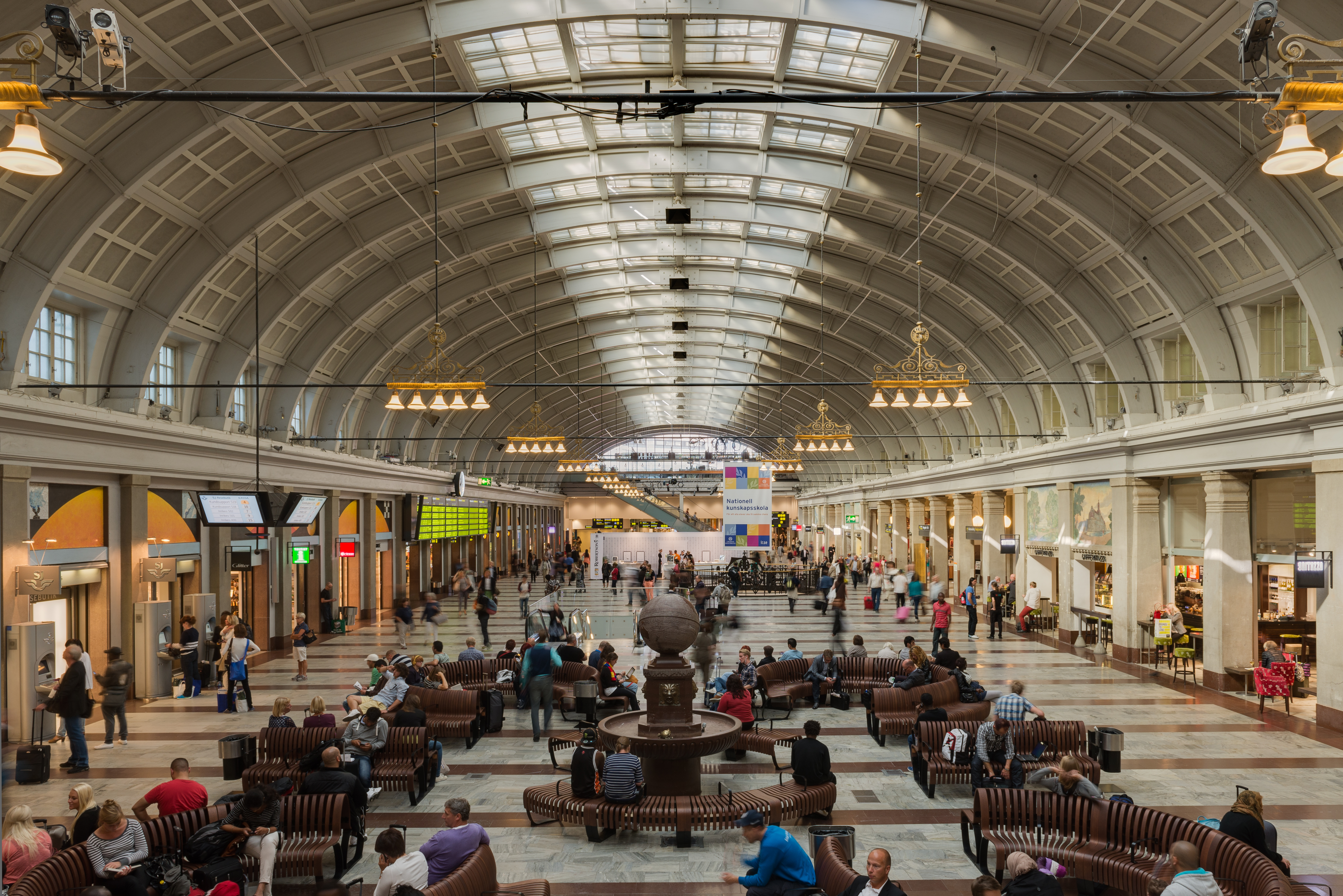
ایستگاه مرکزی استکهلم
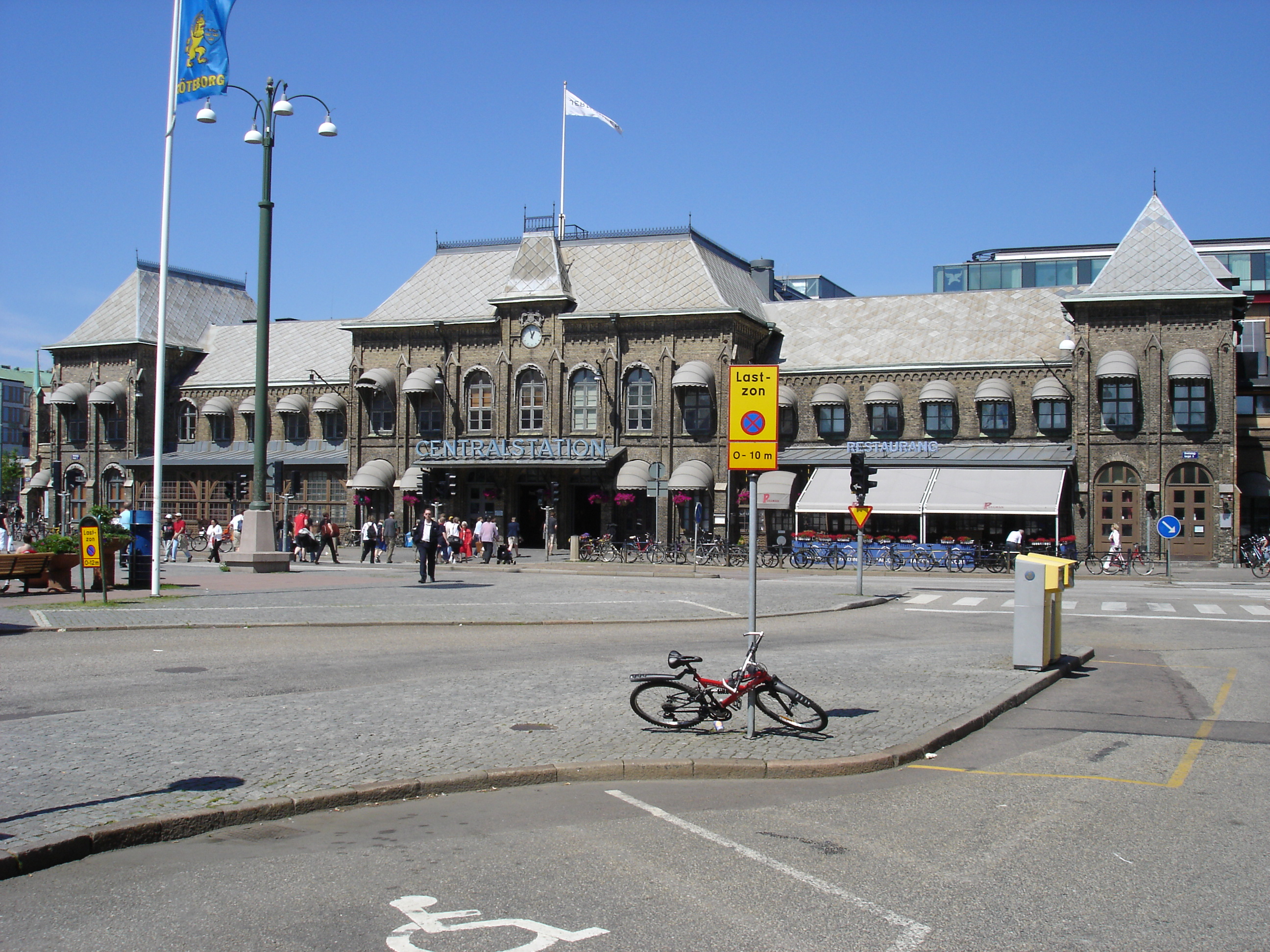
ایستگاه مرکزی یوتبری
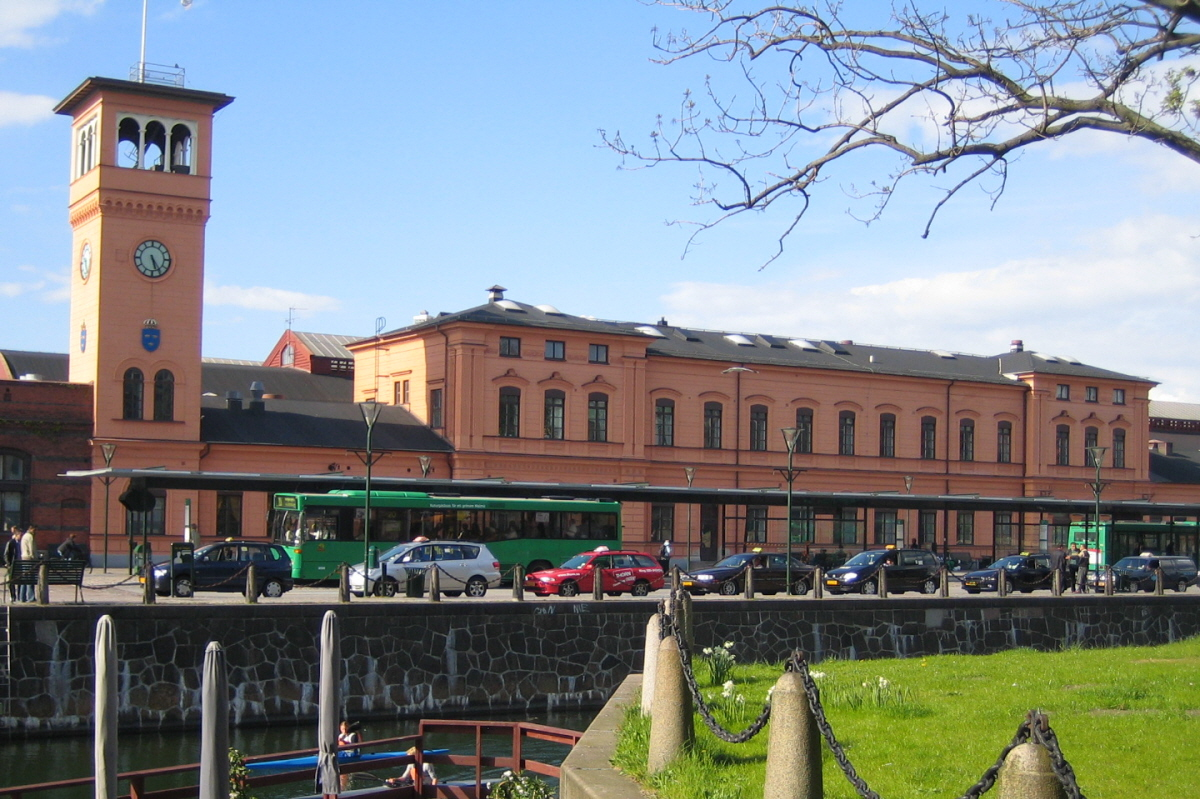
ایستگاه مرکزی مالمو